# Маяк (Криворожский район)
Маяк (укр. Маяк) — село, Надеждовский сельский совет, Криворожский район, Днепропетровская область, Украина.
Код КОАТУУ — 1221884303. Население по переписи 2001 года составляло 212 человек.

## Географическое положение
Село Маяк находится в балке Водяная по которой протекает пересыхающий ручей с запрудой.
На расстоянии в 2 км расположено село Степовое и в 3-х км — село Весёлое Поле.